# Smbat le Connétable
Smbat ou Sempad  le Connétable (en arménien : Սմբատ Սպարապետ, Smbat Sparapet, ou Սմբատ Գունդստաբլ, Smbat Gundstabl ; né vers 1208 - mort le 6 mars 1276) est un  noble arménien de la maison héthoumide, frère aîné du roi Héthoum Ier d'Arménie.
Smbat ou Sempad (selon la graphie de l'Arménie occidentale) est une figure importante du royaume arménien de Cilicie ; à la fois diplomate, juriste et chef militaire, il  porte le titre de « connétable » ou  « sparapet », c'est-à-dire commandant en chef des forces armées arméniennes. Il est également un auteur et un traducteur particulièrement connu pour avoir traduit et établi des recueils de lois et avoir composé un important récit d'histoire de la Cilicie arménienne, la Chronique du Royaume de Petite-Arménie. Il a en outre organisé et participé à de multiples combats comme la bataille de Mari, et il était l'homme de confiance de son frère le roi Héthoum Ier lors de ses négociations avec l'Empire mongol.

## Origine
À l'époque de la naissance de Sempad, deux dynasties princières contrôlent la Cilicie, les Roupénides et les Héthoumides, et il est apparenté aux deux.
Sempad est le fils de Constantin de Barbaron et de Partzapert, issue de la maison héthoumide. Sa parenté inclut Vasil, archevêque de Sis, Oshin Ier, seigneur de Korykos († 1264), Stéphanie ou Étiennette, qui épouse ensuite le roi Henri Ier de Chypre, et Héthoum, qui accède au trône en 1226. 
La couronne était sur la tête d'Isabelle ou Zabel d'Arménie, qui avait épousé Philippe, le fils du prince Bohémond IV d'Antioche. Constantin organise l'élimination de Philippe en 1224/1225 et oblige sa veuve Isabelle à prendre comme époux son fils cadet Héthoum le 4 juin 1226, faisant de lui d'abord le roi-consort puis le seul souverain après la mort d'Isabelle en 1252.

## Contexte historique

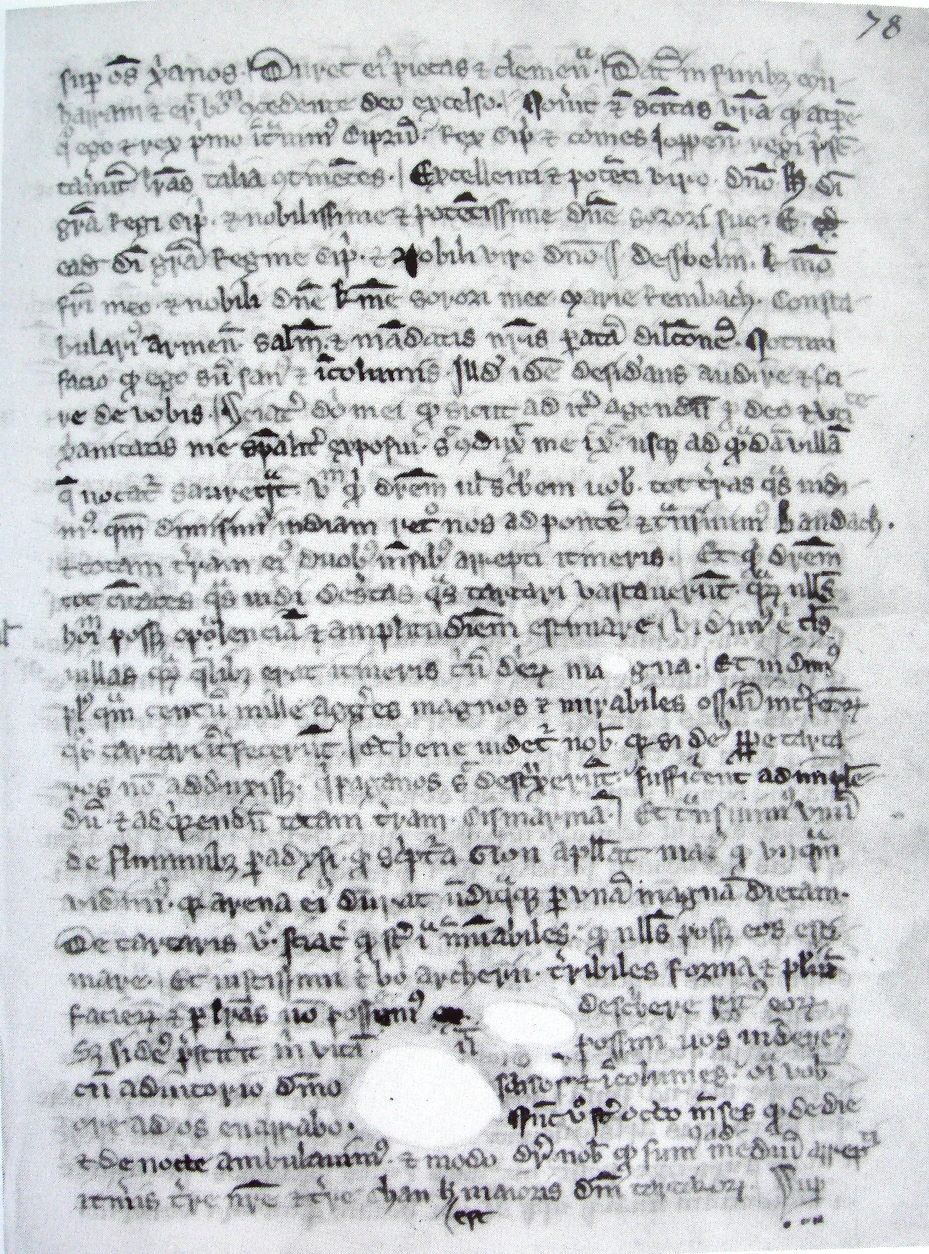
Copie du XIVe siècle de la lettre du 7 février 1248, de Sempad à Henri Ier de Chypre et Jean d'Ibelin, indiquant que « Si Dieu ne nous avait pas envoyé les Tartares qui ont massacré les païens, ils [les Sarasins] auraient pu conquérir la totalité du pays jusqu'à la mer » ; la lettre a également été lue par Louis IX.

Le royaume  arménien de Cilicie était un État chrétien, qui avait des liens avec l'Europe et les États latins d'Orient et qui avait combattu avec eux contre les musulmans pour le contrôle du Levant. Le roi Léon II d'Arménie avait été couronné dans la cathédrale de Tarse par le cardinal-légat Conrad Ier de Wittelsbach avec l'accord de l'empereur Henri VI et du pape Célestin III.
Depuis le début du XIIIe siècle, les Mongols, après avoir conquis la Chine du Nord, l'Asie centrale et le Turkestan, étaient en train sous la conduite des petits-fils de Gengis Khan d'achever la conquête de l'Iran dans une progression vers l'ouest apparemment irrésistible. Leurs armées qui intervenaient désormais au Moyen-Orient avaient une réputation justifiée de cruauté, ravageant les territoires envahis et massacrant la population qui tentait de leur résister.
En 1243, Sempad fait partie de l'ambassade envoyée à Césarée, où il négocie avec le chef mongol Baiju. En 1246 et de nouveau en 1259, Sempad est chargé d'organiser la défense de la Cilicie  contre les agressions du sultanat de Roum. En 1247, lorsque le roi Héthoum Ier décide que la plus sage mesure à adopter est une soumission pacifique aux Mongols, Sempad est envoyé à la cour mongole de Karakorum. C'est là que Sempad rencontre le frère de Kubilai Khan, Möngke, et conclut une alliance entre le royaume arménien de Cilicie et les Mongols contre leur ennemi commun les musulmans.
Selon les chroniqueurs arméniens, le « Grand Khan » aurait promis à Héthoum Ier d'envoyer une expédition contre les musulmans de Syrie. Cette assertion a été mise en doute mais elle correspond à la politique qui est ensuite mise en œuvre par les Mongols et qui se conclut par la prise d'Alep en janvier 1260, puis de Damas en avril de la même année par leurs armées auxquelles s'étaient joints les contingents commandés par Héthoum Ier et son gendre le prince Bohémond VI d'Antioche. La nature des relations entre les Arméniens et les Mongols est décrite de manières diverses par les différents historiens ; certains considèrent qu'il s'agit d'une alliance, d'autres d'une soumission à la suzeraineté mongole, faisant de l'Arménie un État vassal. L'historien Angus Donal Stewart, dans Logic of Conquest, indique que « le roi arménien voyait dans une alliance avec les Mongols — ou plus précisément dans une soumission rapide et pacifique à eux — la meilleure attitude à adopter ». Les chefs militaires arméniens durent servir dans les armées mongoles et plusieurs d'entre eux périrent au cours des combats.
Pendant la période 1247-1250, en visite à la cour mongole, Sempad reçoit une parente du Grand Khan comme épouse. Il a un fils avec elle nommé Vasil Tatar qui est plus tard capturé par les Mamelouks lors de la bataille de Mari en 1266.
Sempad revient en Cilicie en 1250, mais il retourne en Mongolie en 1254, lorsqu'il accompagne le roi Héthoum Ier lors de sa visite à la cour du Grand Khan Möngke qui le reçoit le 13 septembre.
Sempad meurt le 6 mars 1276, soit lors de la seconde bataille de Sarvandik'ar, combattant contre les Mamlouks d'Égypte, ou contre une invasion des Turcomans de Marach. Les Arméniens remportent la victoire mais Sempad et plusieurs autres barons sont tués,.

## Le juriste
Sempad était membre de la plus haute instance juridique du royaume, le Verin ou Mec Darpas, chargée d'examiner les méthodes de gouvernement et les codes juridiques. Il réalise une traduction des Assizes d'Antioche, un recueil de lois de la principauté franque, et conçoit en moyen arménien un Datastanagirk (i.e. codex), basé sur une forme adaptée d'un précédent recueil de Mkhitar Goch

## Le chroniqueur
Sempad est surtout connu comme un témoin et un chroniqueur des événements de son époque. Il est l'auteur de la Chronique du Royaume de Petite-Arménie à partir de 951/952, et qui s'achève en 1274, deux ans avant sa mort.
Il travaille à partir d'anciennes sources écrites en arménien, syriaque, latin, et peut-être byzantines, aussi bien que d'après ses propres observations. Les écrits de Sempad sont considérés comme une source fiable par les historiens, bien que certains critiques considèrent que ses récits sont souvent plus destinés à être une œuvre de propagande plutôt qu'à l'histoire,.
Il existe de multiples traductions de ses travaux dans des versions plus au moins complètes. Selon l'historien Angus Donal Stewart, les traductions en français et en anglais couvent la période jusque dans les années 1270. Au XIXe siècle, Édouard Dulaurier le traduit et publie en français dans son Recueil des historiens des Croisades, Historiens arméniens I, avec une partie de ses continuateurs anonymes après la mort de Sempad jusque vers 1300. Cette édition contient aussi les  travaux de Nersès Balients, qui sont rédigés au XIVe siècle,.
Sempad est enthousiasmé par ses voyages dans le royaume des Mongols, qu'il effectue entre 1247 et 1250. Il envoie des lettres aux souverains latins de Chypre et de la principauté d'Antioche, décrivant l'Asie centrale comme un royaume où vivent en paix de nombreux chrétiens principalement de rite nestorien.
Le 7 février 1248, Sempad adresse une lettre de Samarkand à son beau-frère Henri Ier, roi de Chypre qui avait épousé sa sœur Stéphanie (nommée Étiennette par les Latins) :

« Nous avons rencontré beaucoup de chrétiens à travers le pays de l'Orient, et de nombreuses églises, grandes et belles. Les chrétiens d'Orient vont chez  le Khan des Tartares, qui règne maintenant [i.e. Güyük], et il les reçoit avec beaucoup d'honneur et leur donne la liberté et fait savoir partout que personne ne devrait oser les contrarier, que ce soit en actes ou en paroles. »

— Lettre de Sempad à Henri Ier.
L'un des courriers de Sempad est lu par Louis IX de France pendant son séjour à Chypre en 1248, ce qui l'encourage à envoyer un ambassadeur aux Mongols en la personne du franciscain Guillaume de Rubrouck, qui rend visite au Grand Khan Möngke.

### Sources primaires
- Sempad le Connétable, Chronique du Royaume de Petite-Arménie, édition et traduction française de Dulaurier, dans Recueil des historiens des Croisades, Historiens arméniens I, traduction française : p. 610 et seq. ; traduction en russe et commentaires de Galstian dans Смбат спарапет. Летопись, Erevan 1974.
- « Assises d'Antioche » reproduites en français et publiées au sixième centenaire de la mort de Sempad, le Connétable, leur ancien traducteur arménien, dédiées à l’Académie des inscriptions et belles-lettres de France par la Société mékhithariste de Saint-Lazare. In-4° de xxiii et 93 pages. Venise, 1876.

### Sources secondaires
- (en) Georges A. Bournoutian, A Concise History of the Armenian People: From Ancient Times to the Present, Mazda Publishers, 2002  (ISBN 1-56859-141-1).
- Frédéric Luisetto, Arméniens et autres Chrétiens d'Orient sous la domination mongole, Geuthner, 2007  (ISBN 978-2-7053-3791-9).
- Claude Mutafian,  Le Royaume arménien de Cilicie, CNRS éditions, 1993, 2001  (ISBN 2-271-05105-3).
- René Grousset, L'Empire du Levant : Histoire de la Question d'Orient, Paris, Payot, coll. « Bibliothèque historique », 1949 (réimpr. 1979), 648 p. (ISBN 978-2-228-12530-7).
- René Grousset, Histoire des croisades et du royaume franc de Jérusalem, Paris, Perrin, 1936 (réimpr. 1999).
- Jean Richard, Histoire des Croisades, Fayard, 1996  (ISBN 2-213-59787-1).
- (en) Angus Donald Stewart, The Armenian Kingdom and the Mamluks: War and diplomacy during the reigns of Het'um II (1289-1307), BRILL, 2001  (ISBN 90-04-12292-3).
- (en) Jack Weatherford, Genghis Khan and the Making of the Modern World, Three Rivers Press, 2004  (ISBN 0-609-80964-4).
- (en) Krikor H. Maksoudian, « Smbat Sparapet », dans Dictionary of the Middle Ages, American Council of Learned Societies, 1989.